# Inezia tenuirostris
Tiraninho-de-bico-fino ou alegrinho-diminuto (Inezia tenuirostris) é uma espécie de ave da família Tyrannidae.
Pode ser encontrada nos seguintes países: Colômbia e Venezuela.
Os seus habitats naturais são: florestas secas tropicais ou subtropicais e matagal árido tropical ou subtropical.